# Peter Bryce
Peter Bryce, né le 17 août 1853 et décédé le 15 janvier 1932, a été médecin officiel pour le gouvernement de l'Ontario et le gouvernement fédéral du Canada. En tant que tel, il a soumis des rapports dénonçant le mauvais traitement des élèves dans les pensionnats pour Autochtones et plaidant pour des améliorations aux conditions sanitaires de ces établissements. Il a aussi travaillé dans le domaine de la santé des populations immigrantes au Canada.

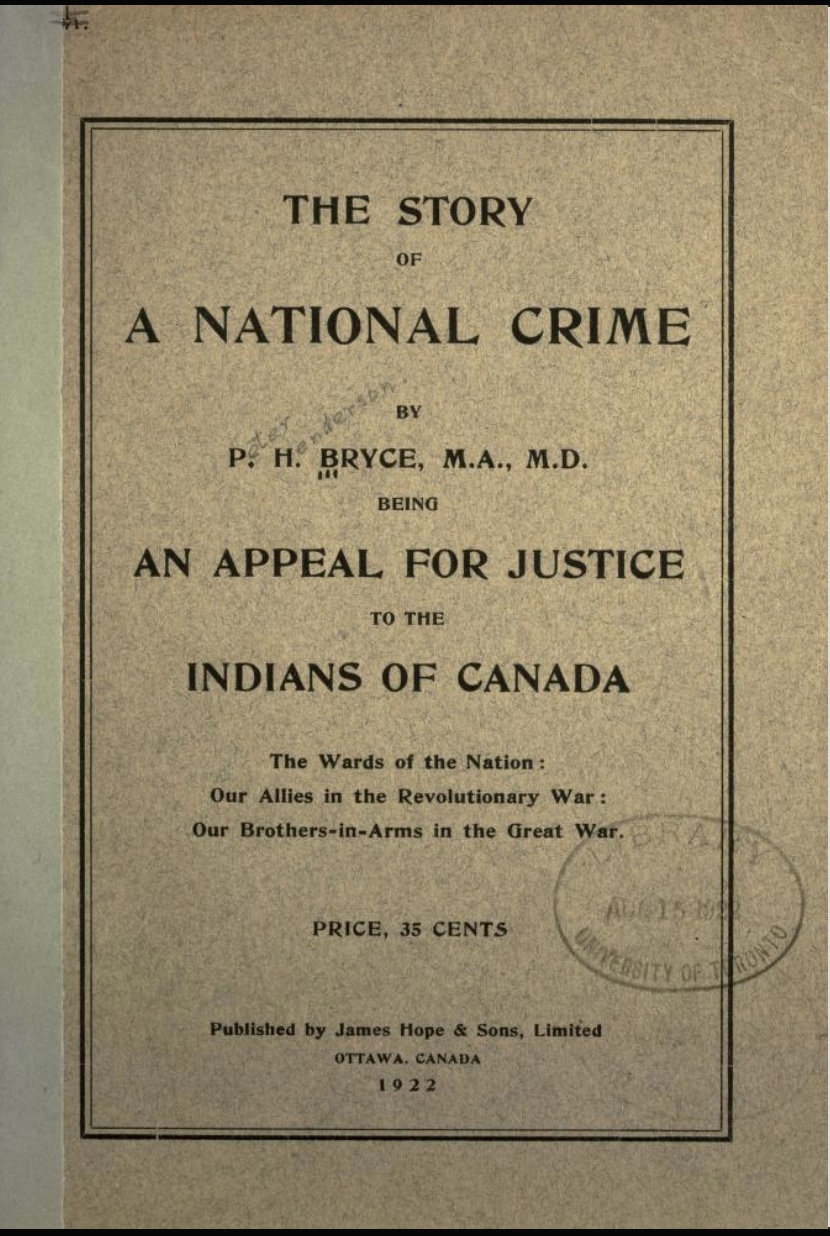
Brochure tirée de son rapport de 1907 dénonçant le mauvais traitement des enfants dans les pensionnats pour autochtones. Publiée en 1922.

## Biographie
Peter Henderson Bryce est né à Mount Pleasant (Ontario) le 17 août 1853. Il obtient son diplôme en médecine de l'Université de Toronto, où il étudie aussi la géologie. Il part ensuite étudier la neurologie à Paris. En 1878-79, il donne des cours de science et de chimie appliquée au Collège agricole de l'Ontario à Guelph. En 1882, il devient le premier secrétaire du Service de santé de l'Ontario, où il est en poste jusqu'en 1904. Il est nommé médecin chef de ce service en 1887 et adjoint au registraire général, responsable des statistiques vitales, en 1892.
Il a aussi été membre de l'Association canadienne pour la prévention de la tuberculose et est devenu en 1900 le premier Canadien à devenir président de l'American Public Health Association.
Ses premiers articles traitent de divers sujets, notamment l'hypnose, la malaria, la variole, la diphtérie, l'évacuation des eaux usées, le choléra, l'histoire des mesures sanitaires et du traitement de l'eau, l'aération des édifices, le traitement du lait, la tuberculose et l'influence des forêts sur le régime des pluies et la santé.
En 1904, Bryce devient le responsable médical en chef des ministères de l'Intérieur et des Affaires indiennes au fédéral,.
Ses rapports annuels de 1905 et 1906 mettent en lumière les taux de mortalité anormalement élevés dans les populations autochtones du Canada. En 1907, il rédige un Rapport sur les écoles indiennes du Manitoba et des territoires du Nord-Ouest dans lequel il décrit les conditions sanitaires des pensionnats pour autochtones dans l'Ouest canadien et la Colombie-Britannique. Comme ce rapport n'a pas été rendu public par le gouvernement canadien, il le publie sous le titre The Story of a National Crime: Being a Record of the Health Conditions of the Indians of Canada from 1904 to 1921. Il affirme que les enfants autochtones enrôlés dans ces pensionnats sont privés de soins médicaux et de conditions sanitaires adéquates et propose des améliorations aux politiques nationales en la matière,. Dans son rapport de 1907, Bryce établit le taux de mortalité dans ces écoles entre 14% et 24%, ainsi qu'un taux de 42% dans les réserves, en raison du fait que les enfants malades y sont renvoyés mourir. Bryce signale en outre que le manque de certitude sur le nombre exact des décès est dû, en partie, au fait que les rapports officiels soumis par les directeurs d'écoles sont déficients.
En 1917, il perd son poste aux Affaires indiennes et est confiné à un rôle secondaire auprès des immigrants arrivant au pays.
Ayant fait appel, sans succès, de sa mise à la retraite de la fonction publique en 1921, il publie son rapport sur le traitement des autochtones du Canada. Il meurt le 15 janvier 1932 au cours d'un voyage dans les Indes occidentales.
Il est enterré au cimetière Beechwood à Ottawa, où sont également enterrés Nicholas Flood Davin — auteur du Davin Report (1879) proposant la mise en place d'un réseau de pensionnats pour autochtones — et Duncan Campbell Scott (1862-1947) qui a été le sous-ministre adjoint chargé du ministère des Affaires indiennes de 1913 à 1932. Afin d'aider à la réconciliation et au redressement des injustices passées, le cimetière Beechwood a un projet invitant les enfants des écoles de toute provenance de déposer des cœurs en papier exprimant leur gratitude sur la tombe du docteur Bryce afin de faire leur part en matière de réconciliation,,.

## Publications
- « Small-Pox in Canada, and the Methods of Dealing with it in the Different Provinces », Public Health Papers and Reports, American Public Health Association, vol. 11,‎ 1885, p. 166-181 (lire en ligne)
- « The duty of the public in dealing with tuberculosis: being a paper read before the Association of Executive Health Officers of Ontario, at Ottawa, October 27th, 1898 », 27 octobre 1898
- « Annual Report of the Department of Indian Affairs, for the fiscal year ended 30th June, 1905 », Department of Indian Affairs, 1906, p. 271–278
- « Annual Report of the Department of Indian Affairs, for the fiscal year ended 30th June, 1906. », Department of Indian Affairs, 1907, p. 272–284
- "Report on the Indian schools of Manitoba and the Northwest Territories". Internet Archive. Ottawa : Government Printing Bureau, 1907.
- "Insanity in immigrants: a paper read before the American Public Health Association, at Richmond, Va., October, 1909". Internet Archive. Ottawa: Government Printing Bureau, 1910.
- "The illumination of Joseph Keeler, Esq., or, On, to the land!". Internet Archive. Boston, Mass.: The American Journal of Public Health, 1915.
- « The story of a national crime : being an appeal for justice to the Indians of Canada ; the wards of the nation, our allies in the Revolutionary War, our brothers-in-arms in the Great War – Record of the Health Conditions of the Indians of Canada from 1904 to 1921 », sur Internet Archive, Ottawa, James Hope and Sons, 1922.

## Sources
- Travis Hay, Cindy Blackstock et Michael Kirlew, « Dr. Peter Bryce (1853–1932): whistleblower on residential schools », Canadian Medical Association Journal, CMA Joule Inc., vol. 192, no 9,‎ 2 mars 2020, E223–E224 (ISSN 0820-3946, PMCID 7055949, DOI 10.1503/cmaj.190862)
- Peter Henderson Bryce, « Bryce, Peter Henderson »
- « He was a whistleblower, who exposed deadly conditions in residential schools. », CBC News, 17 août 2015